# 20804 Еттер
20804 Еттер (20804 Etter) — астероїд головного поясу, відкритий 25 вересня 2000 року.
Тіссеранів параметр щодо Юпітера — 3,468.